# Magdalena Karlsdotter (Bonde)
Magdalena Karlsdotter (Bonde) av Sverige, trol. född under år 1445, död omkring 24 augusti 1495, var en svensk och norsk prinsessa. Hon var dotter till kung Karl Knutsson (Bonde) och drottning Katarina Karlsdotter (Gumsehuvud).

## Biografi
Magdalena var ett av nio barn till Karl Bonde. Hon var svensk prinsessa 1448-57 och 1464–65 och var även norsk prinsessa 1449–50. Hennes bröllop med Ivar Axelsson (Tott) hölls på Nyköpingshus i Nyköping den 21 september 1466. Det var ett dubbelbröllop, där även hennes mans dotter från hans första äktenskap, Beata, gifte sig samma dag. Paret fick endast ett barn under deras äktenskap; Margareta, som dog vid endast sex års ålder. Magdalena var återigen svensk prinsessa 1466-70.
Magdalens make fick ett löfte av hennes far att bli regent efter hans död, men vid faderns död 1470 misslyckades han med att överta makten. På rådsmötet i Vadstena planerade oppositionen en kupp för att ta kungen tillfånga. De misslyckades, men tog i stället Magdalena till fånga. Då maken 1476 medgav att han hade blivit lovad Gotland i förläning av den danske kungen, blev han av det svenska rådet ansedd för en förrädare. 1481 utbröt öppen konflikt och Magdalena tillfångatogs av hans fiender. Hon blev senare frigiven, och paret bosatte sig på Visborgs slott på Gotland. Då hon släpptes, lät maken måla hennes porträtt, vilket är ett av de allra äldsta i sitt slag i Sverige. Porträttet målades troligen i Visby. Paret tvingades år 1487 att lämna Gotland av den danske kung Hans, och maken avled strax därpå.       
Efter makens död 1487 bosatte sig Magdalena på sin egendom, herrgården Bosgård, belägen nära Söderköping i Östergötlands län, där hon avled omkring den 24 augusti 1495. Hon var den enda av sina nio syskon som överlevde fadern. Vissa källor anger att hon blev begravd i närheten av Sankt Franciskus altare i det franciskanerkloster som fanns i Söderköping fram till dess att det revs strax efter Gustav Vasas reformation i Västerås 1527.